# Aceite de guaiac
El aceite de guaiac es un perfume usado en la industria del jabón. Se lo extrae de varias especies del género Guajacum y del palo santo (Bulnesia sarmientoi). A veces se la llama incorrectamente "madera de guaiac". 
Se produce gracias a la destilación al vapor de una mezcla de madera y aserrín de árboles "palo santo" particularmente los de género Guaiacum. El aceite es una masa semisólida de amarilla a verdosa, que funde entre 40-50 °C. Una vez fundida, puede enfriársela nuevamente permaneciendo líquida por un largo tiempo. Tiene un aroma a rosas, similar al del té de rosas o de violetas. Debido a esta similitud, suele usarse para adulteración del "aceite de rosa".
Su composición es principalmente: guaiol, bulnesol, d-bulneseno, b-bulneseno, a-guaieno, guaioxida, b-patchouleno. Es considerado como no irritante, no sensibilizante, ni fototóxico para la piel humana.
Este aceite fue un remedio prerrenacentista para tratar la sífilis.